# کودتای ۱۸ برومر
کودتای ۱۸ برومر (۹ نوامبر) سال ۱۷۹۹ ناپلئون بناپارت را به‌عنوان قدرت اول فرانسه به روی کار آورد. خیلی از مورخان این کودتا را پایان انقلاب فرانسه می‌دانند.

## پیش‌زمینه
پس از اعلان جنگ امپراتوری اتریش علیه فرانسه و سیاست‌های جنگ طلبانه ژاکوبن‌ها، امانوئل ژوزف سیس به‌عنوان یکی از اعضای دیرکتوار وضعیت فرانسه را بسیار بد دید. پس تصمیم گرفت دیرکتوار را از کار برکنار کند و با توجه به موقعیت فرانسه در جنگ درصدد برآمد که با کمک یکی از قهرمانان جنگ این حرکت را عملی کند، پس گزینه‌هایی را بررسی کرد؛ ژان-باپتیست برنادوت آن‌قدر به انقلاب ایمان داشت که از لیست خارج شود. در نهایت با بازگشت ناپلئون از مصر و همراه آوردن اخبار پیروزی‌های این قهرمان جدید فرانسه، متوجه شد فردی که می‌خواهند ناپلئون است.

## کودتا(ها)
قرار این بود که ناپلئون اعضای دیرکتوار را مجبور به استعفاء کند و دو مجلس سابق فرانسه را دوباره به روی کار بیاورند.
کودتا دو مرحله داشت که اول همانی بود که سیس برنامه داشت، او و یکی دیگر از اعضای دیرکتوار از کار کنار کشیدند سپس تالیران با فشار آوردن بر یکی دیگر از اعضا او را نیز مجبور به استعفا کرد. طبق قانون با کنار رفتن سه عضو، دیرکتوار منحل می‌شد. دو عضو دیگر که حاضر به همکاری نشدند بازداشت شدند.
در مرحله دوم ناپلئون با کمک برادرش لوسین بناپارت دست به کودتا در کودتا زد و با حرکتی غیرمنتظره سیس و تالیران را کنار زد و خود را به‌عنوان کنسول اول فرانسه معرفی کرد که نهایتاً منجر به امپراتور شدن او گردید.